# تپه چال
تپه چال مربوط به هزاره دوم و اول قبل از میلاد است و در شهرستان بهار، بخش مرکزی، روستای سیمین زاغه واقع شده و این اثر در تاریخ ۲۴ فروردین ۱۳۸۲ با شمارهٔ ثبت ۸۰۹۰ به‌عنوان یکی از آثار ملی ایران به ثبت رسیده است.